# Bristol Primary Trainer
Il Type 83 Primary Trainer fu un aereo da addestramento, biposto, monomotore e biplano, sviluppato dall'azienda aeronautica britannica Bristol Aeroplane Company nei primi anni venti.

## Storia del progetto
Nel 1922 la Bristol Aeroplane Company decise di avviare lo sviluppo congiunto di due nuovi modelli di velivoli leggeri destinati ad essere equipaggiati con un motore aeronautico di bassa potenza, il radiale Bristol Lucifer a tre cilindri raffreddato ad aria. I due progetti si caratterizzavano per un'impostazione sostanzialmente identica; il Type 73 Taxiplane, triposto, era proposto come aereo da turismo leggero, mentre il Type 83 Primary Trainer, biposto, come addestratore primario per le scuole di volo per riservisti (Reserve Flying School).
Il Taxiplane, costruito con struttura lignea ricoperta in tela, adottava una velatura biplana con piani alari collegati tra loro da un singolo montante interalare per lato. La fusoliera integrava un doppio abitacolo aperto in tandem, l'anteriore destinato al pilota, e il posteriore, a due posti affiancati accessibili dai lati, destinati ai passeggeri. Il primo Taxiplane, immatricolato con marche civili G-EBEW, volò per la prima volta il 13 febbraio 1923, tuttavia in quell'occasione venne certificato solamente come biposto, considerato sottodimensionato per trasportare un equipaggio di tre persone. Di questo modello ne vennero costruiti solo altri due esemplari.
Il Primary Trainer, citato anche come Bristol Lucifer, utilizzava la stessa velatura, l'impennaggio e il carrello d'atterraggio fisso, ma adottava una diversa fusoliera, più stretta, anch'essa con due abitacoli separati in tandem. Grazie alla minore superficie frontale e al peso inferiore, a parità di motorizzazione il modello esprimeva migliori prestazioni, trovando miglior gradimento da parte degli acquirenti e, costruito in un totale di 24 esemplari, risultando un modello dal buon successo commerciale.
Un ulteriore esemplare, identificato dall'azienda come Type 83E, venne espressamente realizzato come banco di prova volante per lo sviluppo del nuovo motore radiale a cinque cilindri Bristol Titan.

## Impiego operativo

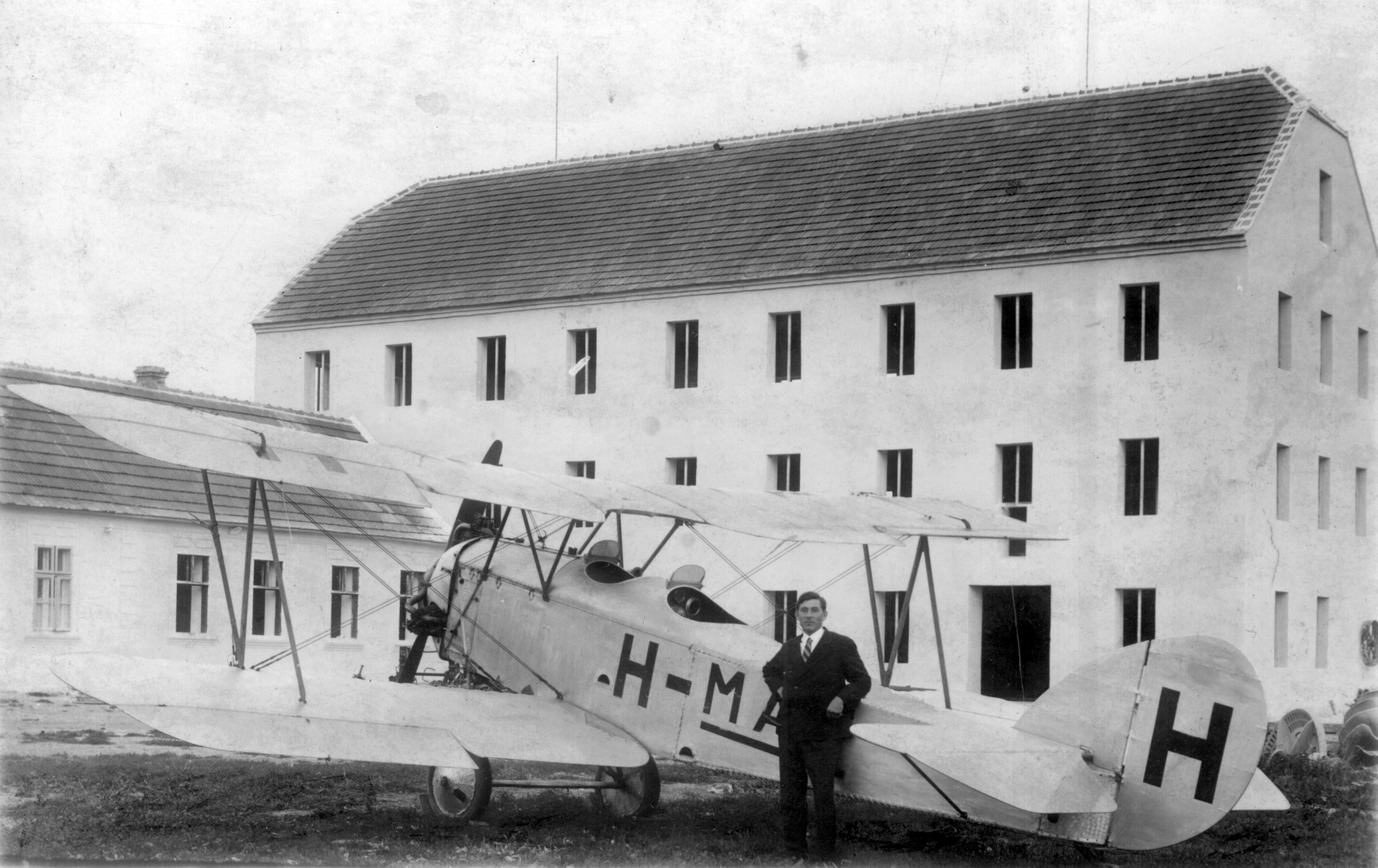
L'esemplare con marche civili H-MAFJ in servizio in Ungheria.

I primi sei esemplari di Primary Trainer vennero adottati come equipaggiamento della Reserve Flying School a Filton nel luglio 1923, rimanendo in servizio fino al dicembre 1931, progressivamente sostituiti dai de Havilland DH.60 Moth. Uno degli esemplari meglio conservati venne modificato in velivolo triposto e utilizzato per offrire voli turistici a passeggeri paganti; rimasto in servizio per breve tempo, risulta essere stato disassemblato nel dicembre 1933.
I rimanenti Type 83 furono realizzati per il mercato dell'esportazione, con 12 esemplari acquistati dal Cile destinati al Servicio de Aviación Militar, cinque dal Regno d'Ungheria e uno dal Regno di Bulgaria, tutti nel corso del 1926.

## Varianti
Type 73 Taxiplane
versione da trasporto leggero triposto, equipaggiata con un motore radiale Bristol Lucifer a tre cilindri da 100 hp (80 kW), realizzata in tre esemplari.
Type 83 Primary Trainer
versione principale, da addestramento biposto in tandem, realizzata in 24 esemplari.
Type 83E
designazione per l'unico esemplare (marche G-EBYT) realizzato come banco di prova volante per il radiale Bristol Titan a cinque cilindri da 250 hp (190 kW).

## Utilizzatori
Bulgaria
- Dipartimento di aeronautica del Ministero delle ferrovie, poste e telegrafi

 Cile
- Servicio de Aviación Militar de Chile

 Regno Unito
- Filton Reserve Flying School

 Ungheria
- Magyar Királyi Honvéd Légierő